# Dave DeRoo
David Christopher alias Dave DeRoo surnommé Big Meat (né le 3 septembre 1974) est le bassiste d'Adema.
Son premier groupe est Sexart avec le chanteur de Korn, Jonathan Davis, TY Elam du groupe Videodrone et Ryan Shuck du groupe Orgy, après que Ryan et Jonathan rejoignent leurs groupes, Dave devient le bassiste de Juice avec Tim Fluckey, ensuite ils se retrouvent tous deux dans le groupe Adema.